# Тобой одной
Тобой одной — дебютный альбом русского певца Антона Зацепина. Презентация альбома состоялась 27 марта 2008 года в развлекательном комплексе «Golden Palace».
Гуру Кен оставил гневную рецензию на этот альбом. Он отметил, что материал на диске откровенно проходной кроме четырёх хитов, вышедших в период с 2004 по 2005 год и поставил альбому три балла из десяти. Похожего мнения придерживались авторы рецензии в журнале «МузОН», отметившие примитивизм большинства песен и, особенно, ремиксов.

## Список композиций
1. «Книжки о любви» (муз. и сл. И.Николаев)
2. «Тобой одной» (муз. Н.Виноградов, А.Зацепин, сл. А.Зацепин)
3. «Холодными аккордами» (муз. и сл. И.Николаев)
4. «Уходи, пока нет дождя»  (муз. Н.Виноградов, А.Зацепин, сл. А.Зацепин)
5. «Улетаю»  (муз. и сл. А.Зацепин, Н.Виноградов)
6. «Осень»  (муз. и сл. П.Виноградов)
7. «Девочка crazy» (муз. П.Виноградов, сл. А.Зацепин)
8. «Рор-star»  (муз. П. Виноградов, Н. Виноградов, А.Зацепин, сл. А.Зацепин)
9. «Ниже ростом только Губин» (муз. и сл. И.Николаев)
10. «Широка река» (муз. А.Костюк, сл. Е.Муравьев)
11. «Всепоглощающая любовь» (муз. П.Виноградов, сл. А.Зацепин)
12. «Улетаю-(remix)» (муз. А.Зацепин, Н.Виноградов, П.Виноградов, сл. А.Зацепин, Н.Виноградов)
13. «Yletayu-(2step remix)» (муз. А.Зацепин, Н.Виноградов, П.Виноградов, сл. А.Зацепин, Н.Виноградов)
14. «Тобой одной (Relax-mix)» (муз. Н.Виноградов, П.Виноградов, А.Зацепин, сл. А.Зацепин)